# Бельбог
Бельбог (узб. Belbogʻ) — прямоугольный кусок ткани, повязанный вокруг талии, неотъемлемая часть узбекского национального костюма. Узбекский вариант кушака.

## Описание
Бельбог по сути это пояс размером примерно метр на метр, который складывают под углом и повязывают вокруг талии. Бельбог изготавливается из цветных тканей или ткани однотонного цвета. Используют различные ткани от хлопчатобумажных, шелковых до атласных тканей, а также украшают вышивкой. Молодежь носит бельбоги с декоративным узором, а пожилые люди просто белую. В будни бельбоги носили из атласа, а в праздники — из шёлка или сатина. У богатых людей бельбоги изготавливались из бархата, богато украшались вышивкой и серебряными пластинками для торжественных выходов. Орнаментация бельбога зависит от региона, в котором сшили его.

## Использование
В Центральной Азии мужская одежда (чапан) подпоясывается в талии поясом, иногда принято завязывать два и более пояса. Завязывание бельбога существует с давних времен и стало национальной традицией. Мужчины ими подпоясывали зимой стеганые халаты, а летом просторные рубахи.
Бельбог мог использоваться и для других целей, помимо своего основного назначения: между его складками завязывались мелкие вещи, в том числе иногда хлеб или табак, деньги или мелкие инструменты; он служил скатертью или полотенцем в дальних поездках, использовался как молитвенный коврик.
В приданое невесты обязательно входило несколько изготовленных ею бельбог, затейливо украшенных вышивкой, которые дарились жениху, его отцу, братьям и другим близким родственникам мужа. Во время обрядов, в том числе свадебных, жениха подпоясывали бельбогом. И мужчины, и женщины завязывают бельбог, когда умирает кто-то из близких. Получить белбога в подарок всегда считалось знаком особого уважения и проявлением внимания. Иногда их вручали победителям народных состязаний или как суюнчи. Во время обряда посвящения ученика в мастера его торжественно связывали бельбогом, и с этого времени он имел право работать самостоятельно.